# Isolotti Cormato
Gli isolotti Cormato, Cormati o scogli Corbanaz, (in croato Kormati) sono due isolotti disabitati della Croazia, che fanno parte dell'arcipelago delle isole Quarnerine e sono situati tra l'isola di Cherso a ovest e quella di Veglia a est.
Amministrativamente appartengono alla città di Veglia, nella regione litoraneo-montana.

## Geografia

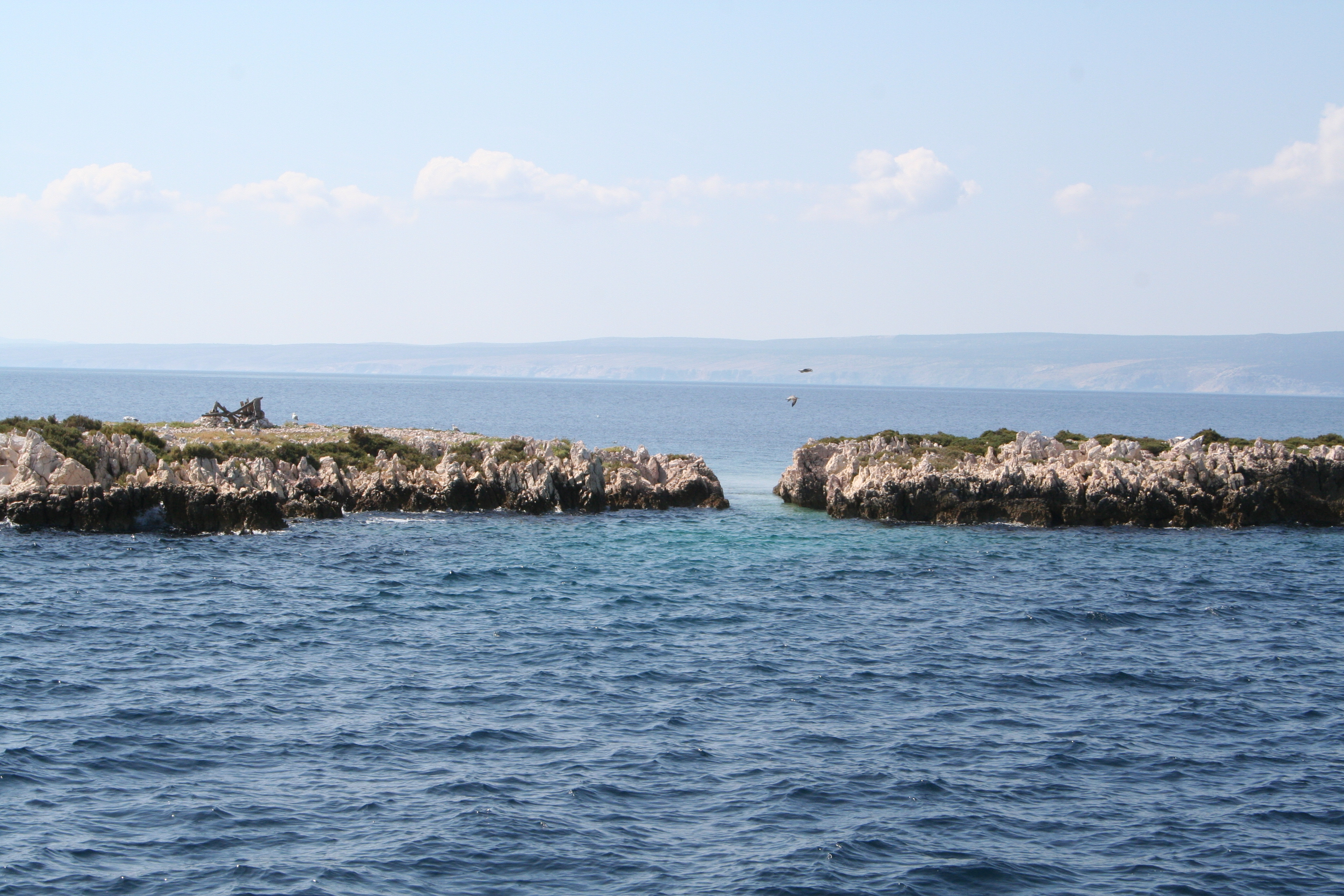
Il breve tratto di mare che separa i due isolotti

Gli isolotti Cormato si trovano nella parte settentrionale del Quarnerolo, 6,4 km a est dell'isola di Cherso, poco meno di 5 km a ovest dell'isola di Veglia e 1,35 km a sudest di Plauno. Distano invece 31,5 km della penisola d'Istria.
I Cormato sono due isolotti simili per forma e dimensioni. Lunghi e stretti, orientati in direzione nordovest-sudest, sono separati da un tratto di mare di appena 2 m
Le coste di entrambi sono basse, aspre e rocciose, e perciò di difficile individuazione durante periodi di scarsa visibilità.
Sulle isole è presente una grande colonia di gabbiani.

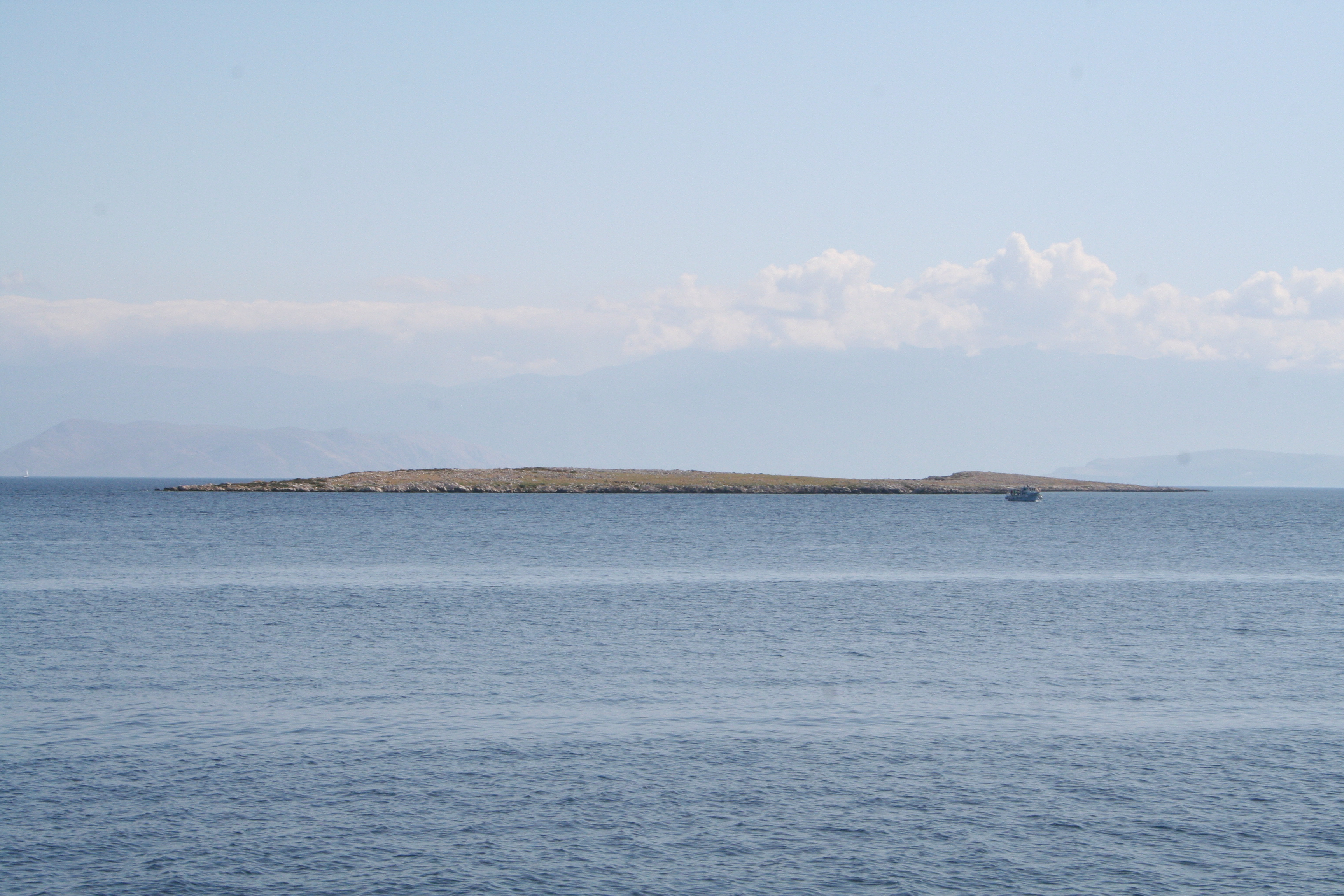
Cormati Primo in pp. e Cormati Secondo subito dietro, riconoscibile dal punto con elevazione massima

L'isolotto più grande è quello sudorientale, Cormati Secondo (Kormati veli), che misura 590 m di lunghezza e 105 m di larghezza massima; ha una superficie di 0,046 km² e uno sviluppo costiero pari a 1,37 km. Nella parte centrale, raggiunge la sua elevazione massima di 10,1 m s.l.m.
L'isolotto nordoccidentale, Cormati Primo (Kormati mali), misura invece 530 m di lunghezza e 120 m di larghezza massima; possiede una superficie di 0,043 km² e uno sviluppo costiero pari a 1,16 km. Nella parte centrale, raggiunge la sua elevazione massima di 8 m s.l.m.